# Arteria ilíaca común
Las arterias ilíacas comunes o, tradicionalmente, ilíacas primitivas (TA: arteria iliaca communis) son dos grandes arterias, de aproximadamente 4 cm de largo en los adultos y más de un centímetro de diámetro, que se originan de la bifurcación de la aorta. Las arterias se extienden hacia abajo y hacia fuera de la línea media, a lo largo del borde medio de los músculos iliopsoas en el estrecho inferior de la pelvis, donde se bifurcan en las arterias ilíacas externas y las arterias ilíacas internas.

## Irrigación y recorrido
La arteria aorta se divide en las arterias iliacas a nivel de L4. La arteria ilíaca común, y todas sus ramas, existen como estructuras pares; es decir, hay una que discurre en el lado izquierdo del cuerpo y otra en el lado derecho. La distribución de la arteria ilíaca común abarca básicamente la pelvis y los miembros inferiores (donde recibe el nombre de arteria femoral) del lado correspondiente. Las arterias ilíacas comunes están acompañadas a lo largo de su curso por las venas ilíacas comunes.